# 香芝市立旭ヶ丘小学校
香芝市立旭ヶ丘小学校（かしばしりつ あさひがおかしょうがっこう）は、奈良県香芝市にある公立小学校。

## 概要
1995年4月に開校した、香芝市で一番新しい小学校で、近隣の旭ヶ丘ニュータウンの開発で児童数は800人を超す。これは奈良県一の児童数である。1度は1000人を超し、児童数が多かっため、校舎の増築が行われた。

## 沿革
- 1994年（平成6年） - 校舎建築[1]。
- 1995年（平成7年）4月5日 - 開校[2]。

## 通学区域と進学先中学校
出典

### 通学区域
- 旭ケ丘1丁目（全域）
- 旭ケ丘2丁目（全域）
- 旭ケ丘3丁目（全域）
- 旭ケ丘4丁目（全域）
- 旭ケ丘5丁目（全域）
- 今泉（一部）
- 逢坂（一部）
- 上中（一部）
- 高（全域）
- 平野（一部）

### 進学先中学校
- 香芝市立香芝北中学校

## 所在地
- 住所：奈良県香芝市旭ヶ丘3-1
- 最寄駅：近鉄大阪線 二上駅

## 学校周辺
- 正福寺今泉墓地 - 敷地が隣接。
- 香芝市立旭ヶ丘幼稚園 - 進級前幼稚園のひとつ。
- 香芝市立旭ヶ丘第一学童保育 - 旭ヶ丘幼稚園に隣接。
- 香芝市立旭ヶ丘東小山公園
- 香芝市立香芝北中学校 - 主な進学先中学校。

## アクセス
- 香芝市コミュニティバス旭ヶ丘ルートで、「旭ヶ丘中央」A5a停留所下車。
- 近鉄大阪線二上駅から、徒歩で、「近鉄二上駅南」停留所まで移動し、上述の香芝市コミュニティバス旭ヶ丘ルートに乗車し13分、「旭ヶ丘中央」A5a停留所下車。

## 通学区域が隣接している学校
- 香芝市立志都美小学校
- 香芝市立関屋小学校
- 香芝市立二上小学校
- 香芝市立下田小学校
- 上牧町立上牧小学校